# Tan Wei Han

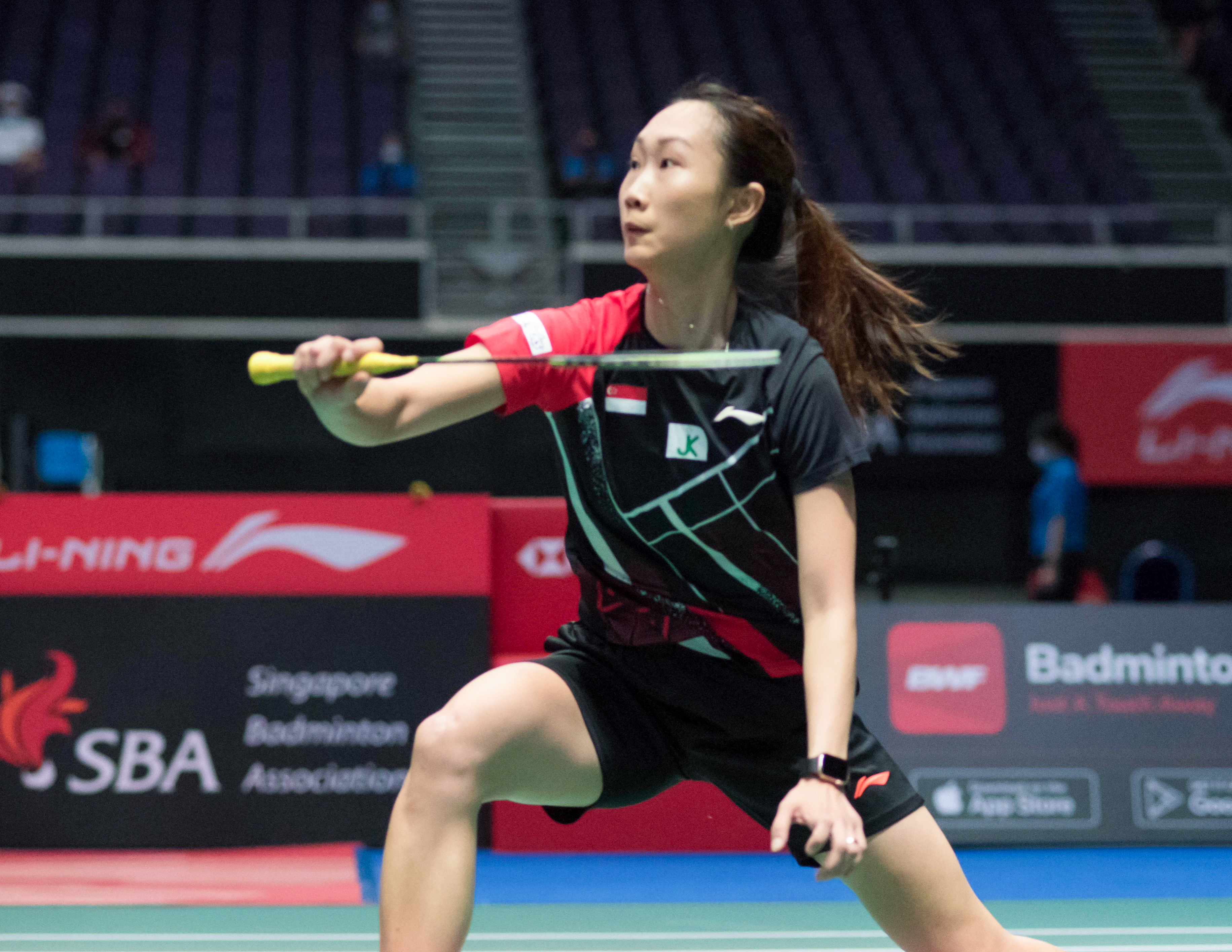
Tan Wei Han (2022)

Jessica Tan Wei Han (* 16. Juli 1993 in Singapur) ist eine singapurische Badmintonspielerin. 

## Karriere
Tan Wei Han siegte 2014 bei den Singapur International, 2015 bei den Bangladesh International und 2016 beim Smiling Fish. 2018 war sie bei den Turkey International erfolgreich. 2019 erkämpfte sie sich ihren ersten nationalen Titel in Singapur. Im gleichen Jahr siegte sie auch bei den Estonian International und den Swedish Open, 2021 bei den Czech International. 2022 gewann sie Gold bei den Commonwealth Games und gewann ebenso die India Open und das Orléans Masters. 2024 startete sie bei den Olympischen Spielen in Paris. Im Mixed schied sie dabei gemeinsam mit Terry Hee schon in der Vorrunde aus.